# Carta de Majestad

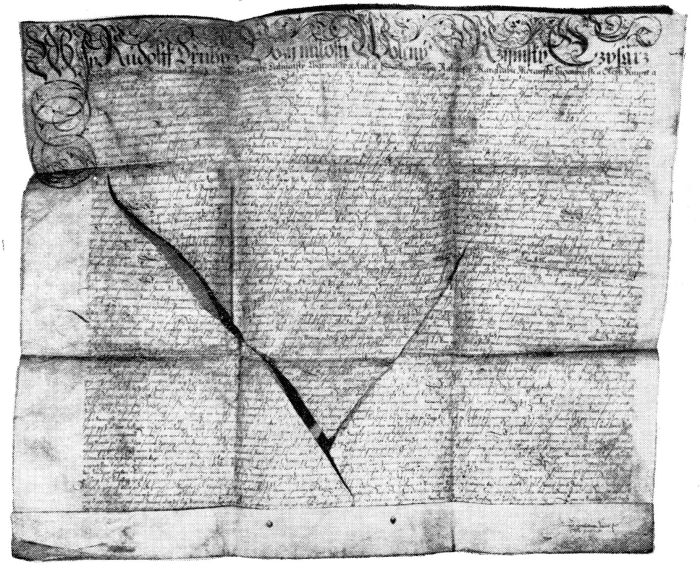
Foto de la Carta de Majestad

La Carta de Majestad (1609) fue un documento europeo del siglo XVII firmado a regañadientes por el Sacro Emperador Romano Rodolfo II que concedía tolerancia religiosa a ciudadanos protestantes y católicos que vivían en las tierras de la corona de Bohemia. Se trataba de un documento que incumplía el precepto de cuius regio, eius religio, establecido en la paz de Augsburgo de 1555, dado que en vez de asumir la religión católica del monarca admitía la coexistencia de otra confesión cristiana en sus dominios. Un documento similar fue también otorgado a la vecina Silesia.
La carta también creó una Iglesia estatal bohemia protestante (Confessio Bohemica), dirigida por los estados del país. Dio importantes alas al utraquismo en el país pese a la oposición de los hermanos moravos y encargó a la Universidad de Praga el nombramiento de defensores que hicieran cumplir dicha Carta de Majestad.
Pese a ello, en 1611 Rodolfo permitió a su primo Leopoldo invadir Bohemia con 7.000 soldados. Una importante fuerza bohemia rechazó a Leopoldo y lo expulsó de Praga, proclamando a su vez a Matías de Habsburgo como rey. El conflicto religioso en Bohemia llegó a su fin con la Batalla de la Montaña Blanca, resultando en una victoria católica clave tras la cual la Carta de Majestad recibió dos puñaladas como revancha católica.